# 207319 Eugenemar
207319 Eugenemar este un asteroid din centura principală de asteroizi.

## Descriere
207319 Eugenemar este un asteroid din centura principală de asteroizi. A fost descoperit pe 10 aprilie 2005 la Mount Lemmon de Albert D. Grauer. Asteroidul prezintă o orbită caracterizată de o semiaxă mare de 2,69 ua, o excentricitate de 0,10 și o înclinație de 13,7° în raport cu ecliptica.